# Wojskowy Zrąb

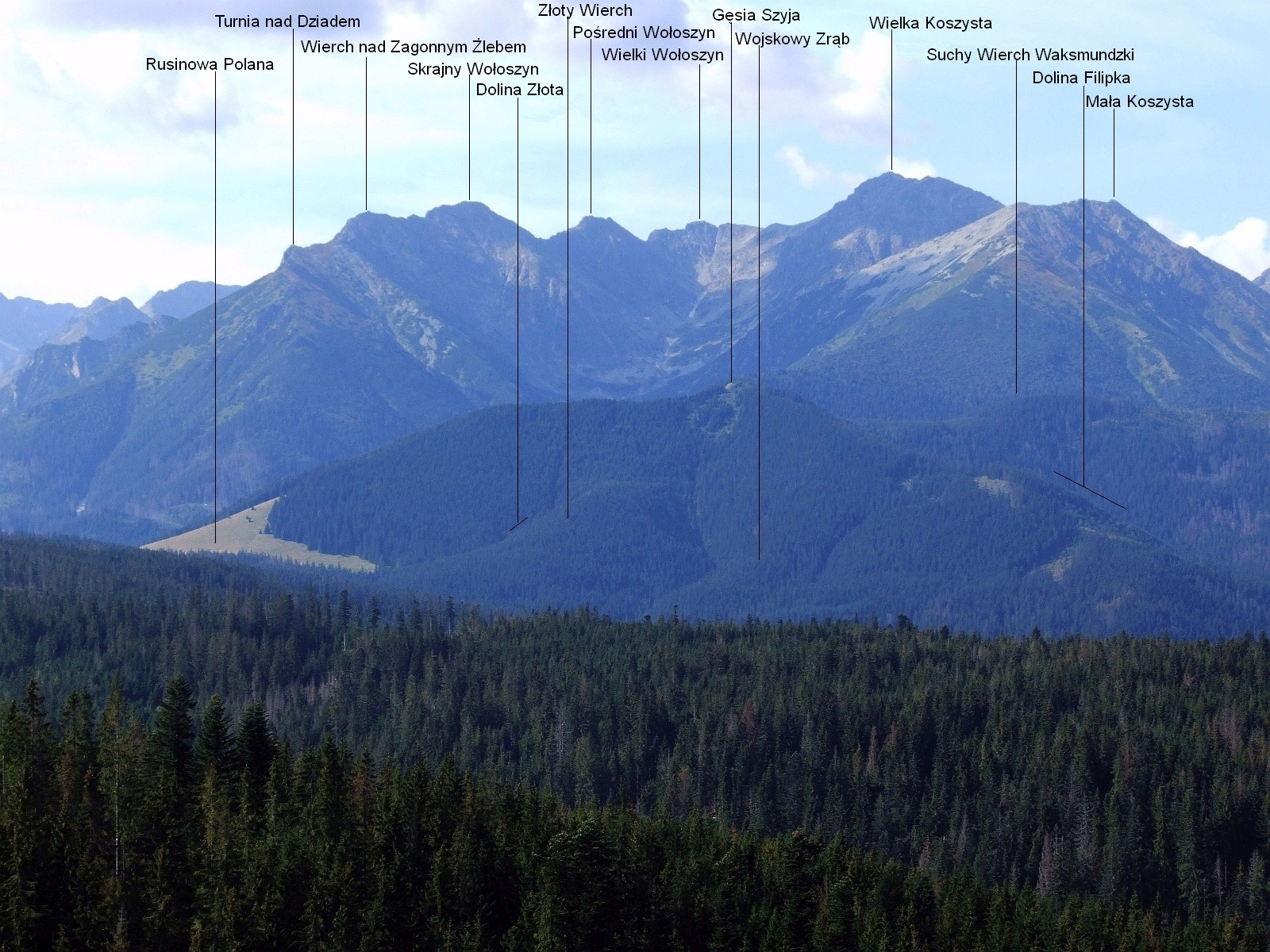

Wojskowy Zrąb – niski grzbiet opadający z masywu Gęsiej Szyi w Tatrach Wysokich. Ze szczytu Gęsiej Szyi w kierunku północnym opada grzbiet, który na wysokości około 1350 m rozgałęzia się na dwa grzbiety. Orograficznie lewy opada w kierunku północnym, a jego dolna część to Wiktorówki. Prawy grzbiet to Wojskowy Zrąb opadający w kierunku północno-wschodnim. Oddziela dwie odnogi Doliny Złotej. Jest całkowicie porośnięty lasem.